# Rhipsalis micrantha
Rhipsalis micrantha är en kaktusväxtart som beskrevs av Dc. Rhipsalis micrantha ingår i släktet Rhipsalis och familjen kaktusväxter. Inga underarter finns listade i Catalogue of Life.

## Bildgalleri

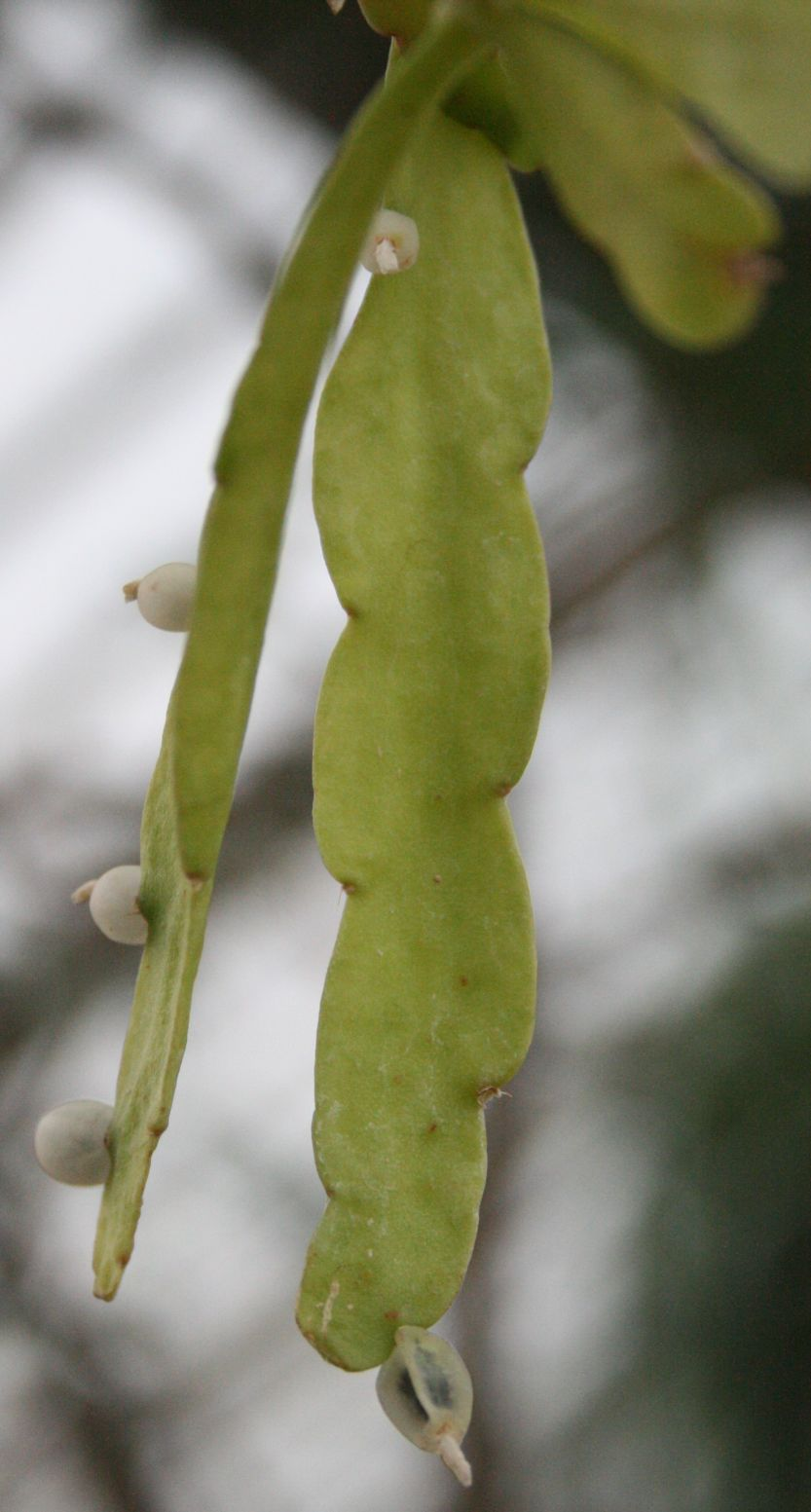
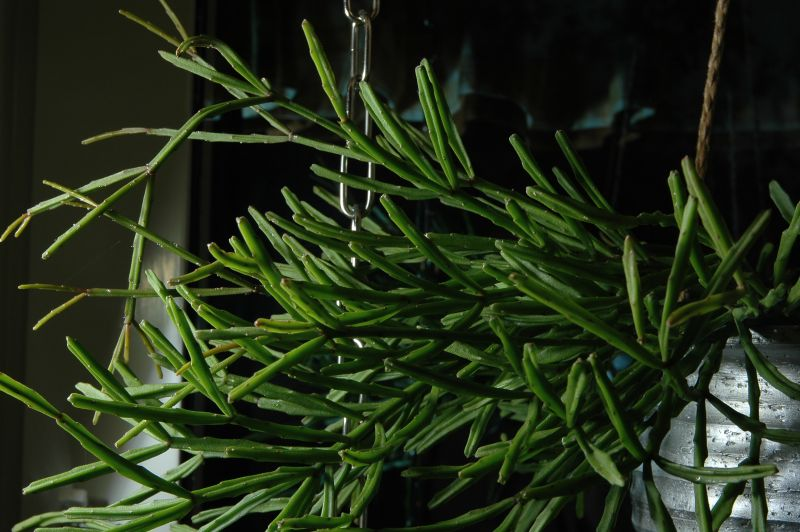
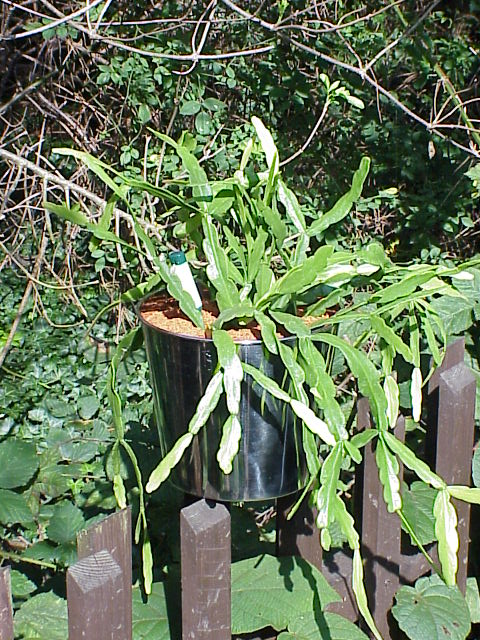
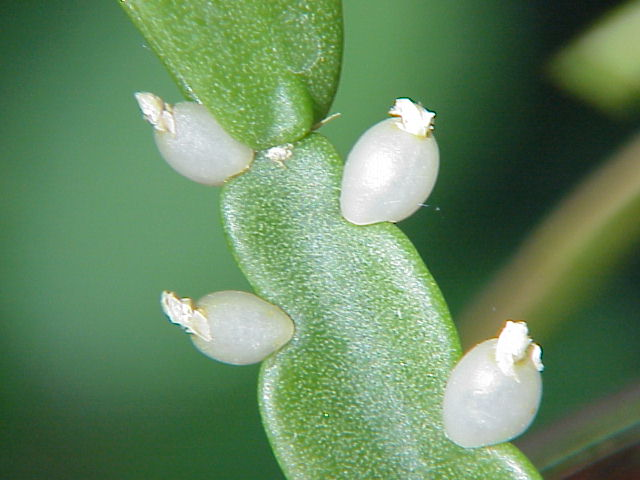
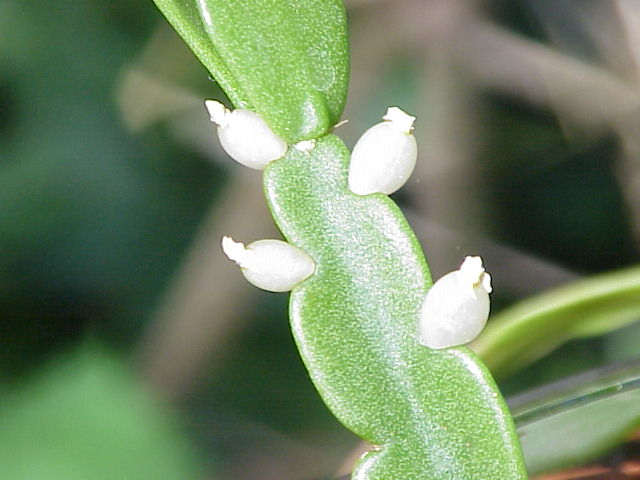